# Isidro Santiago, Barragán
Isidro Santiago Llano, Barragán, fue un torero nacido en Madrid el 18 de febrero de 1811 y fallecido en un hospital de la misma ciudad el 4 de abril de 1851, por complicaciones en la cura después de haber sido herido en el coso madrileño el 23 de marzo por el toro Jardinero de la ganadería de don Máximo González de Miraflores de la Sierra.
Dio sus primeros pasos en el toreo en el matadero madrileño y en las funciones con novillos que se celebraban en los pueblos en fiestas próximos a Madrid, sin un maestro que lo guiase y sin escuela antes de contratarse como banderillero en las cuadrillas de Morenillo y Manuel Romero. Ya como matador se presentó en Madrid el 5 de junio de 1843, alternando con Pedro Sánchez, Noteveas, y Francisco Santos, sin alternativa propiamente dicha, para recorrer luego las plazas de España con diversa fortuna. Bedoya escribía de él en 1850, solo un año antes de la cogida mortal, que «es uno de aquellos que aún ansían por perfeccionarse más y más»; pero elogiando sus buenos deseos y cualidades físicas, lamentaba la falta de «fijación en sus operaciones» y que se fuese adaptando a saltos a las circunstancias en lugar de seguir una escuela apta a sus condiciones.